# Alizarin-Aluminium-Calciumkomplex
Das Aluminium-Calciumkomplexsalz des Alizarins ist ein Vertreter der Krapplacke, die als traditionelle Farbmittel gelten.
Es ist ein monometallischer Chelatkomplex, der aus Alizarinmolekülen als Liganden und Aluminium- und Calciumionen als Zentralteilchen durch Verlackung gebildet wird.
Der Strukturvorschlag von Kiel und Heertjes (1963). wird von der heutigen Literatur noch oft übernommen oder variiert (z. B.), war jedoch noch nicht mit Sicherheit geklärt Neuere Untersuchungen haben gezeigt, dass diese bisherigen Modelle falsch waren. Im aktuellen Modell von Wunderlich und Bergerhoff wird für das Molekül ein mehrkerniger, verbrückter Komplex vorgeschlagen, in dem zwei Aluminiumatome und zwei Calciumatome chelatartig von 4 Alizarinmolekülen komplexiert werden. Außerdem sind die Metallatome durch Oxobrücken miteinander verbunden. Da der Calcium-Aluminium-Komplex von Alizarin nicht elektrisch neutral ist, müssen noch zwei Protonen pro Molekül für den Ladungsausgleich in der Struktur vorhanden sein. Die Lage der Protonen im Komplex konnte bisher jedoch noch nicht bestimmt werden.

## Verwendung

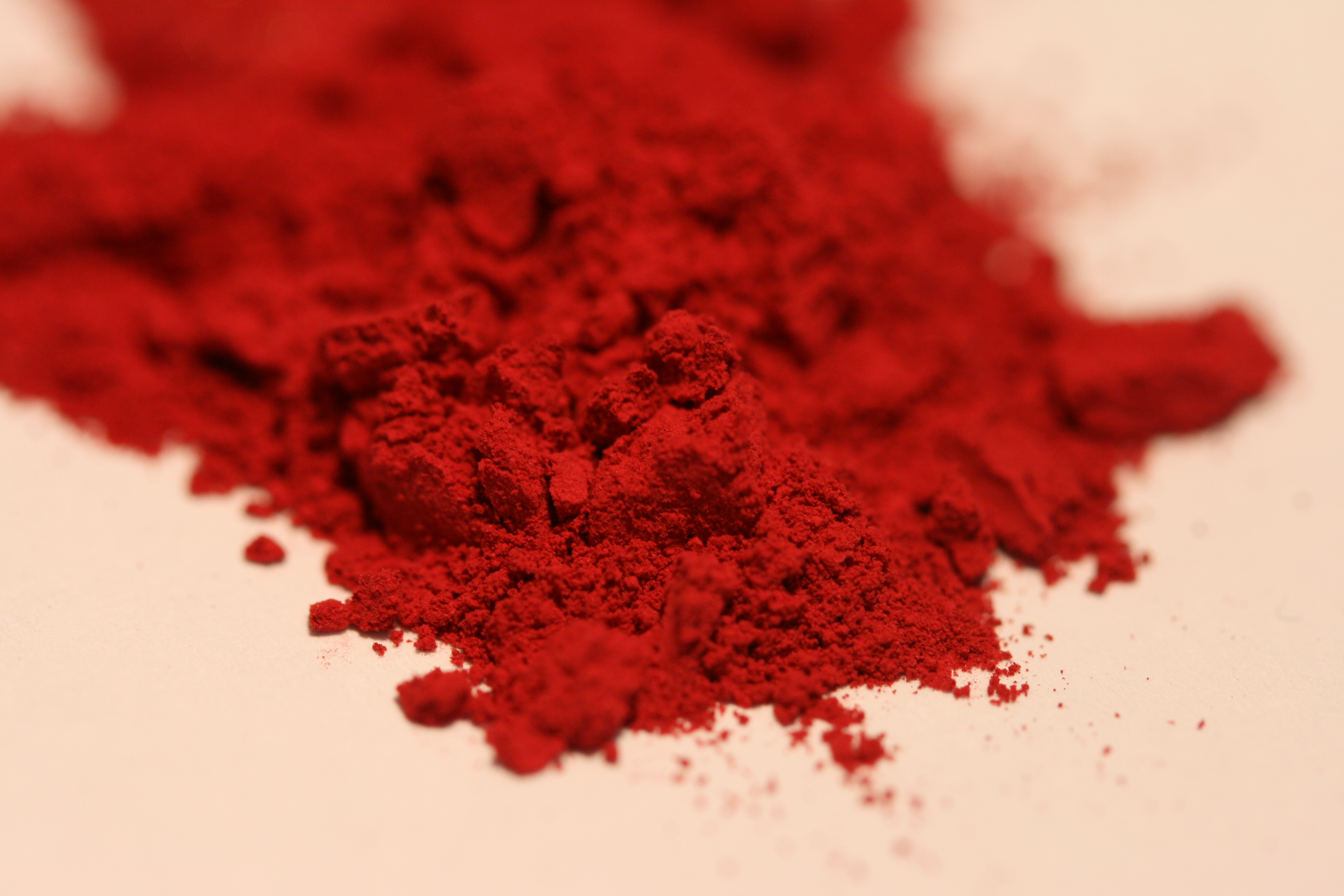
Das rote Pigment Alizarin Krapplack

Umwelttechnisch lässt sich die Aluminium-Komplexierung durch Alizarin und seine Derivate nutzen, um gelöstes Aluminium (toxisch) in Trinkwasser einfach und kostengünstig nachzuweisen.
Der Komplex ist ein traditionelles rotes Färberpigment, das im Einzelhandel unter der Bezeichnung „Alizarin Krapplack dunkel“ erhältlich ist. Es wird vor allem als Künstlerfarbe und als Druckfarbe für Lebensmittelverpackungen verwendet.